# زكريا خالى
زكريا خالى (10 مايو 1990 بسيدي بلعباس في الجزائر - ) هو لاعب كرة قدم جزائري في مركز الدفاع.

## روابط خارجية
- زكريا خالى على موقع قاعدة بيانات كرة القدم.إي يو (الإنجليزية)
- زكريا خالى على موقع Soccerway.com (الإنجليزية)